# Sulforafan
Sulforafan är en antioxidant som bland annat finns i broccoli, brysselkål och kål. Den är en förening inom isotiocyanatgruppen av organiska svavelföreningar. Det produceras när enzymet myrosinas omvandlar glukorafanin, ett glukosinolat, till sulforafan vid skada på växten (som t.ex. genom att tugga eller hacka under matlagning), vilket gör att de två föreningarna kan blandas och reagera.
| Glukorafanin, glukosinolatföregångarnen till sulforafan |

## Förekomst
Sulforafan förekommer i broccoligroddar, som bland korsblommiga grönsaker har den högsta koncentrationen av glukorafanin, föregångaren till sulforafan. Det finns också i kål, blomkål, brysselkål, sellerikål, grönkål, senapsgrönsaker och vattenkrasse.

## Farmakologiska egenskaper
I populärvetenskapliga tidskrifter påstås att ämnet kan stärka kroppens förmåga att försvara sig mot cancerceller.
Ytterligare påståenden görs att ämnet lindrar symptom vid autism.
DN är dock ingen vetenskaplig källa. Påståendet behöver bekräftas.
Även om det har gjorts en del grundforskning om hur sulforafan kan ha effekter in vivo, finns det fram till 2017 inga kliniska bevis för att konsumtion av korsblommiga grönsaker och sulforafan påverkar risken för cancer eller någon annan sjukdom.